# Grå albuckla
Grå albuckla (Taphrina tosquinetii) är en svampart som först beskrevs av Westend., och fick sitt nu gällande namn av Louis René Tulasne 1866. Grå albuckla ingår i släktet Taphrina och familjen häxkvastsvampar.  Arten är reproducerande i Sverige. Inga underarter finns listade i Catalogue of Life.

## Källor

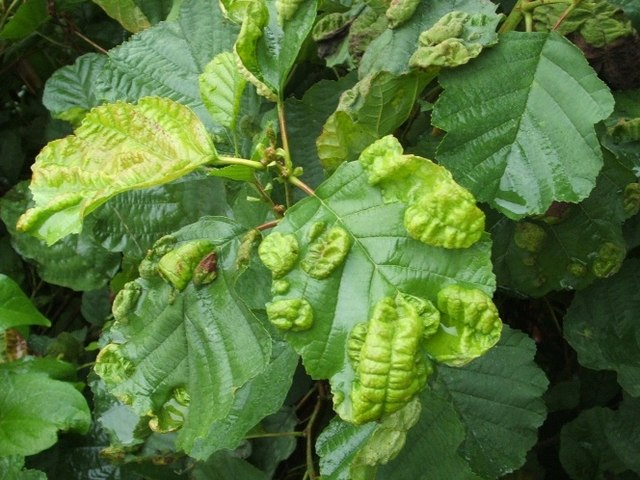
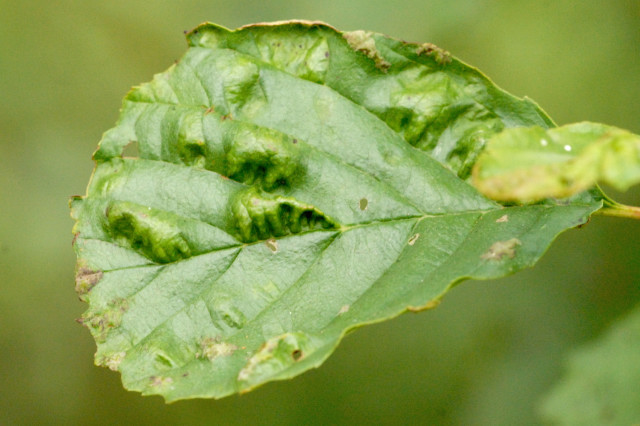